# Simon I. (Tecklenburg)
Simon I. von Tecklenburg (* um 1140; † 8. August 1202) war von 1156 bis 1202 Graf von Tecklenburg.

## Leben
Simon wurde als Sohn von Heinrich I. von Tecklenburg und Eilike (Heilwig) von Oldenburg (* 1126; † nach 1189) geboren. Er folgte seinem Vater als Graf von Tecklenburg, erwarb unter anderem Ibbenbüren und war ein berühmter Kriegsheld seiner Zeit.
1173 verzichtete er auf die bedeutende Stiftsvogtei Münster. Er war jahrelang eine treue Stütze der Staufer, war 1174 mit Barbarossa in Italien. Er kämpfte als kurkölnischer Hauptmann in Sachsen, Holstein, Italien und beim 3. Kreuzzug in Palästina mit und markierte den Höhepunkt seines Hauses. Er stand gegen Heinrich den Löwen von Sachsen-Bayern wegen dessen brutalen Herrschaftsbestrebungen und stützte treu Erzbischof Philipp von Köln, dessen Vasall er wurde.
Er wurde am 1. August 1179 in der Zweiten Schlacht auf dem Haler Feld gefangen und musste sich Heinrich dem Löwen unterwerfen. 1182 bekam er die Stiftsvogtei Osnabrück. Er gründete das Hauskloster Essen, wurde dort Vogt und auch Vogt von Metelen und Malgarten. Er musste zeitweise Tecklenburg dem Erzbischof von Köln verpfänden und wurde 1196 Erbschenk des Erzbischofs von Mainz. Es war eine Zeit verheerender Fehden gegen die Bischöfe von Osnabrück und Münster und die Grafen von Ravensberg. Er verzichtete unter anderem auf Iburg an Osnabrück und schuf schon die Grundlagen einer ordentlichen Verwaltung, erste tecklenburgische Notarii tauchten unter ihm auf. Er stand gegen Kaiser Heinrichs VI. Erbreichpläne, unterstützte 1198 Otto IV. im Thronkrieg und wurde 1201 dessen Hofkanzler. Daran entzündete sich eine große Fehde gegen die staufischen Grafen von Ravensberg, gegen die er siegreich fiel. Er gewann die Ravensberger Lehen der Erzbischöfe von Köln und Bremen und die der Bischöfe von Paderborn.

## Nachfahren
Simon war verheiratet mit Oda von Berg-Altena (* um 1145; † 1224), Tochter des Grafen Eberhard I. von Berg-Altena und Adelheid von Arnsberg. Aus dieser Ehe gingen die folgenden Kinder hervor:
- Heilwig (* um 1178; † nach 1180)
- Oda (* um 1180; † 5. April 1221), verheiratet mit Hermann II. zur Lippe
- Johann (* um 1181; † um 1198)
- Otto I. (* um 1185; † 11. September 1263), Graf von Tecklenburg
- Heinrich II. (* um 1186; † 1226) ab 1202 Mitregent
- Adolf (* um 1187; † 30. Juni 1224) war ab 1216 Bischof von Osnabrück